# Forlimpopoli
Forlimpopoli is een gemeente in de Italiaanse provincie Forlì-Cesena (regio Emilia-Romagna) en telt 11.994 inwoners (31-12-2004). De oppervlakte bedraagt 24,5 km², de bevolkingsdichtheid is 469 inwoners per km².
De volgende frazioni maken deel uit van de gemeente: Sant'Andrea, Selbagnone, San Leonardo, San Pietro ai Prati.Forlimpopoli ligt aan de Via Emilia, de oude Romeinse weg tussen Rimini en Piacenza. Het werd gesticht in 132 v.Chr. door Popilius Lenate, aan wie het zijn oorspronkelijke naam Forum Popili ontleende. Er werden toen amfora gemaakt voor de wijn en olijfolie van de boeren in de omgeving. In de Middeleeuwen behoorde het stadje aan de familie Ordelaffi, de heren van Forli.  Sinds 2007 bewaart het Casa Artusi de culinaire erfenis van Pellegrino Artusi, de grote zoon van Forlimpopoli.

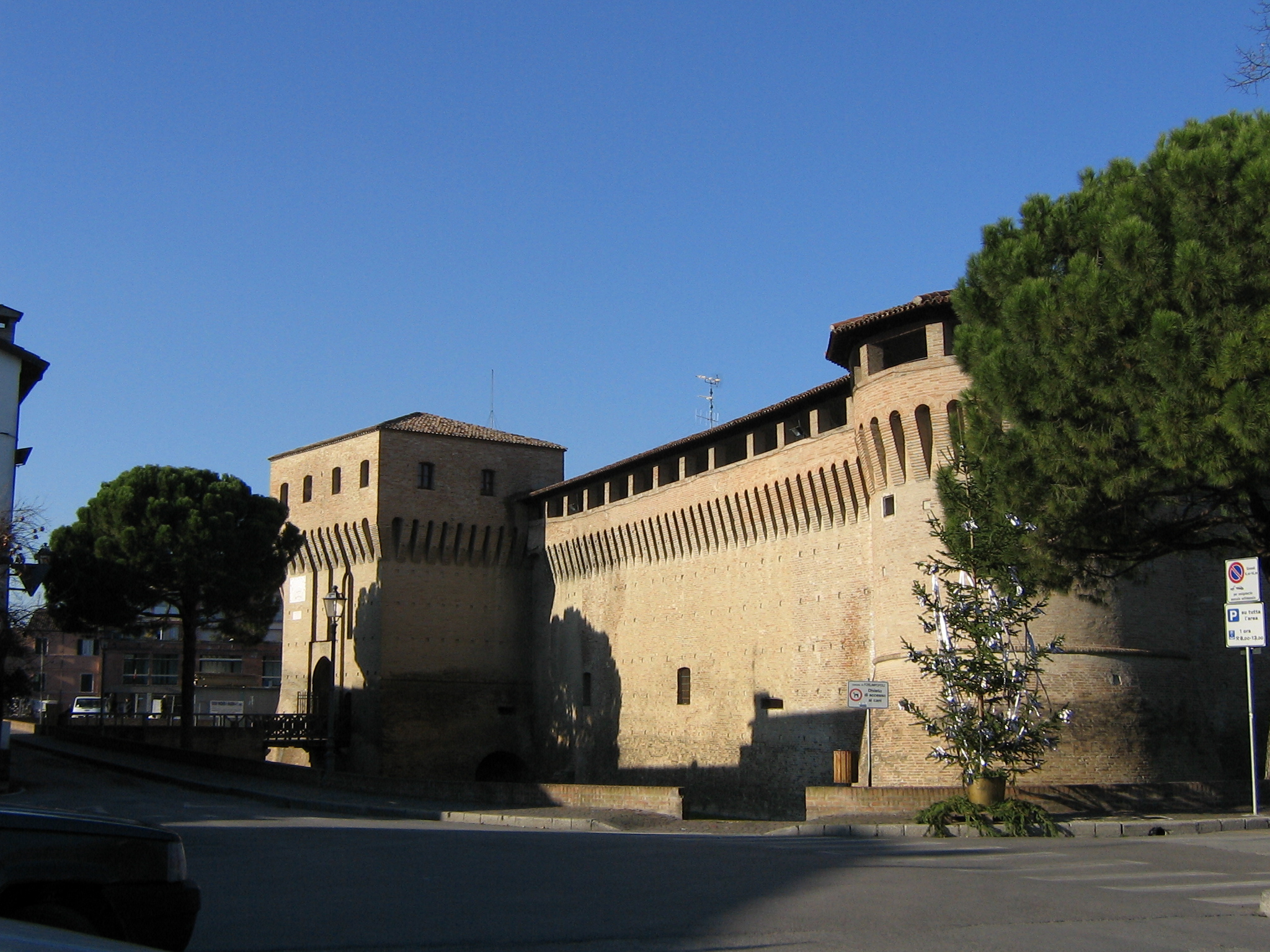
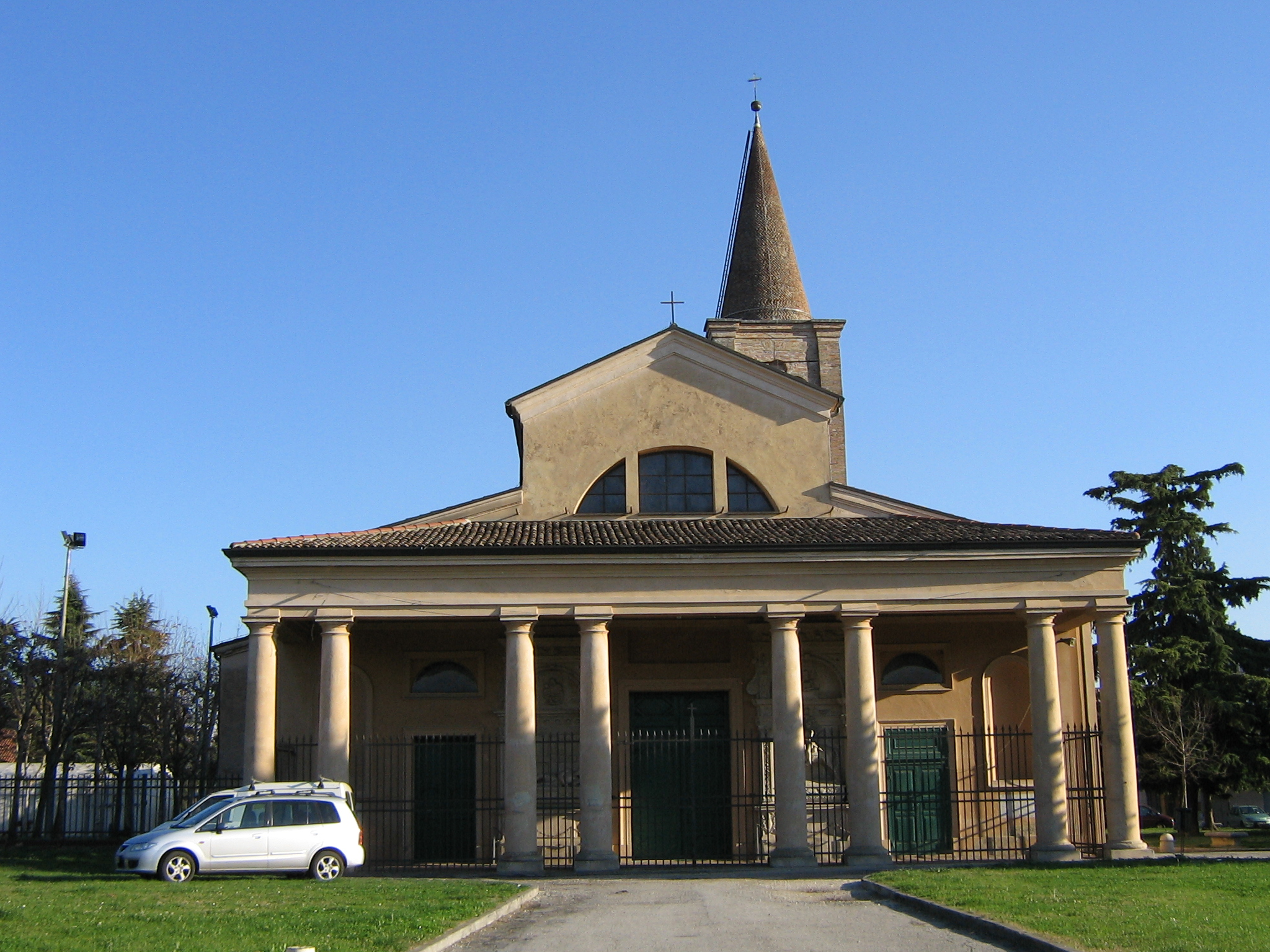
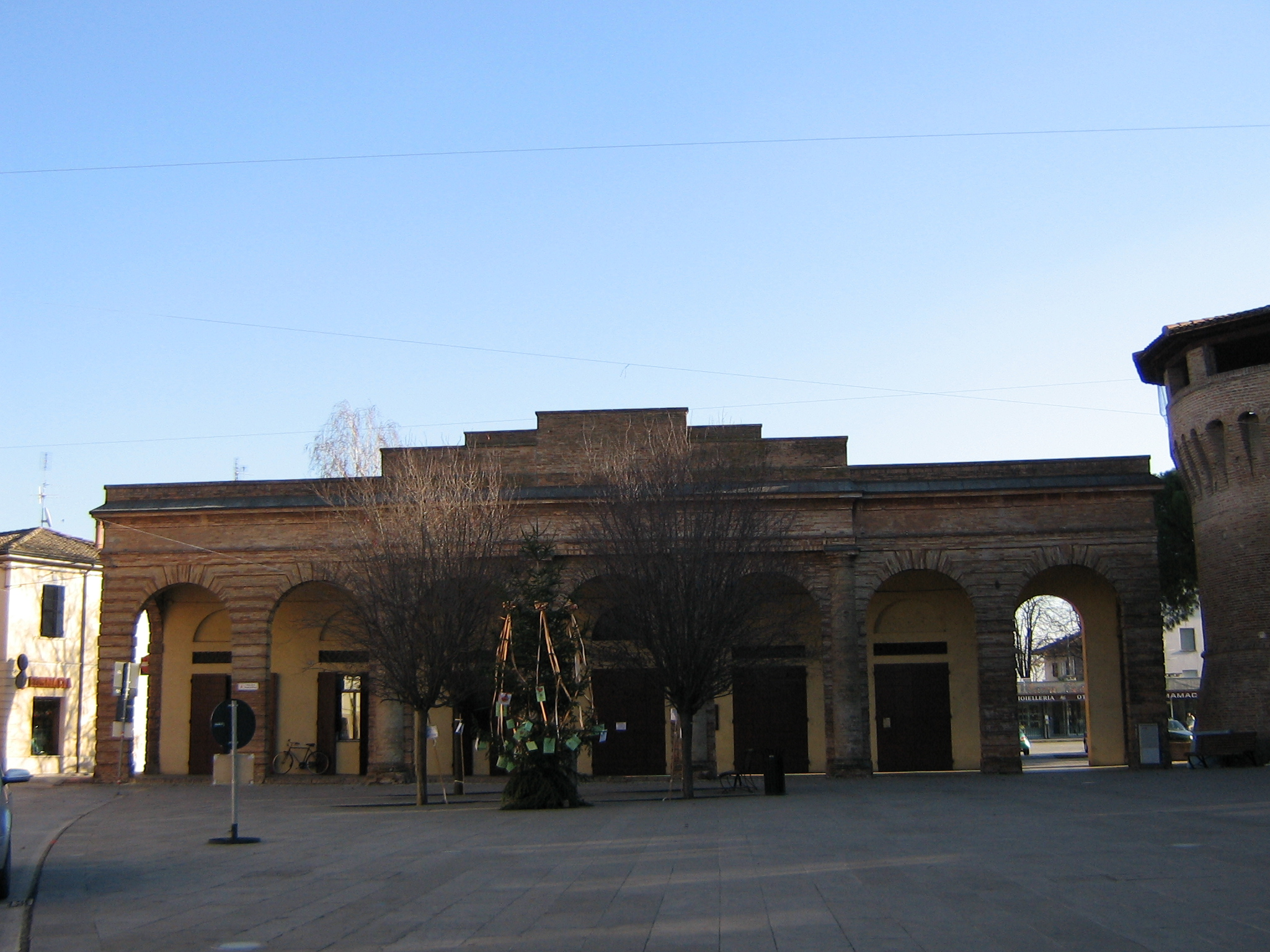

## Demografie
Forlimpopoli telt ongeveer 4968 huishoudens. Het aantal inwoners steeg in de periode 1991-2001 met 0,9% volgens cijfers uit de tienjaarlijkse volkstellingen van ISTAT.
| Jaar | Inwoneraantal |
| ---- | ------------- |
| 1991 | 11.343        |
| 2001 | 11.442        |

## Geografie
De gemeente ligt op ongeveer 33 m boven zeeniveau.
Forlimpopoli grenst aan de volgende gemeenten: Bertinoro, Forlì, Meldola.

## Bezienswaardigheden
- Museo Archeologico Civico Tobia Albini, het oudheidkundig museum van Forlimpopoli, gevestigd in het middeleeuwse fort, de Rocca Albornoziana, aan het piazza Garibaldi.
- Sinds 2007 bewaart het Casa Artusi de bibliotheek en de verdere culinaire nalatenschap van Pellegrino Artusi, de grote zoon van Forlimpopoli.

## Geboren
- Pellegrino Artusi (1820), criticus, schrijver en gastronoom
- Luca Celli (1979), wielrenner
- Andrea Dovizioso (1986), motorcoureur
- Gioia Barbieri (1991), tennisspeelster